# Zádori Ferenc
Zádori Ferenc (Budapest, 1941. április 7. –) Balázs Béla-díjas magyar operatőr, érdemes művész.

## Életpályája
Szülei Zádori Antal és Szacskó Ilona voltak. 1964–1974 között a Magyar Televízió kameramanja volt. 1970–1974 között a Színház- és Filmművészeti Főiskola film- és televízió operatőr szakos hallgatója volt. 1974–1989 között a Magyar Televízió operatőre, 1989-től főoperatőre, 1999–2001 között művészeti vezetője volt. 1987–1992 között a Színház- és Filmművészeti Főiskola tanársegéde volt.

## Magánélete
1971-ben házasságot kötött Baán Zsuzsannával. Egy lányuk született: Anita (1978).

## Filmjei

### Játékfilmek
- A bankett (1982)
- Az óriás (1984)
- Elysium 1-2. (1986)

### Tévéfilmek
| - Giordano Bruno (1973) - Asszony a viharban (1974) - Utánam, srácok! (1975) - A cárné összeesküvése (1976) - A tanítvány (1976) - Százéves asszony (1976) - A vihar (1976) - Napforduló (1977) - Prolifilm (1977) - Bajazzók (1978) - Kaptam-csaptam (1980) - Bolondnagysága (1980) - Wiener Walzer (1980) - Vendégség (1980) - Ússzatok halacskák (1980) - Halál a pénztárban (1981) - Mindenért fizetni kell (1981) - Vannak még angyalok (1981) - Csere (1981) - Kutyakomédia (1982) - Kedves hazug (1982) - A végzet asszonya (1983) - Kaviár és lencse (1984) - A hattyú halála (1984) - Hermelin (1985) - Rafinált bűnösök (1985) - Békestratégia (1985) | - Senki nem tér vissza I-IV. (1987) - A varázsló álma (1987) - A kitüntetés (1987) - Parasztbecsület (1989) - Családi kör (1989) - Alapképlet (1989) - Tihamér (1989) - Bekerítve (1990) - Társasjátékok (1991) - Metropolis játékok (1991) - Pénzt, de sokat! (1991) - Három játék (1992) - Alfa (1993) - Öregberény (1993-1995) - Három idegen úr (1994) - Szemben a Lánchíd oroszlánja (1995) - A vörös bestia (1995) - Helyet az ifjúságnak! (1995) - Aranyoskáim (1996) - Sok hűhó Emmiért (1997) - A templom egere (1998) |

## Díjai, elismerései
- veszprémi tévétalálkozó operatőri különdíja (1976)
- Magyar Televízió az „Év operatőre” díja (1983, 1989)
- Balázs Béla-díj (1989)
- Érdemes művész (2004)